# Estenoderinis
Els estenoderinis (Stenoderini) són una tribu de coleòpters crisomeloïdeus de la família dels cerambícids.

## Gèneres
Té els següents gèneres:

- Cacodrotus Broun, 1893
- Calliprason White, 1843
- Demomisis Pascoe, 1867
- Drototelus Broun, 1903
- Leptachrous Bats, 1874
- Ophryops White, 1846
- Simocrysa Pascoe, 1871
- Stenoderus Dejean, 1821
- Syllitosimilis McKeown, 1938
- Syllitus Pascoe, 1859
- Votum Broun, 1880